# Tuyên bố Viên và Chương trình Hành động
Tuyên bố Viên và Chương trình Hành động (tiếng Anh: Vienna Declaration and Programme of Action - viết tắt: VDPA) là một tuyên ngôn về nhân quyền dựa trên sự đồng thuận tại Hội nghị Thế giới về Nhân quyền vào ngày 25 tháng 06 năm 1993 tại Viên - Áo. Chính tuyên ngôn này đã thành lập Văn phòng Cao ủy Nhân quyền Liên Hợp Quốc theo Nghị quyết 48/121 của Đại hội đồng Liên Hợp Quốc.

## Nội dung
Tuyên bố Viên và Chương trình Hành động tái khẳng định Tuyên ngôn Quốc tế Nhân quyền và Hiến chương Liên Hợp Quốc. Lời mở đầu Tuyên ngôn trích dẫn Hội nghị Thế giới về Nhân quyền: "Xét rằng, việc thúc đẩy và bảo vệ các quyền con người là một vấn đề ưu tiên đối với cộng đồng quốc tế, và hội nghị này là một cơ hội đặc biệt để tiến hành phân tích toàn diện cơ chế và bộ máy quốc tế bảo vệ quyền con người, nhằm nâng cao và do đó thúc đẩy việc tuân thủ đầy đủ hơn các quyền, theo nghĩa thực sự và cân xứng với tầm quan trọng của chúng."
"Thừa nhận và khẳng định rằng, tất cả các quyền con người đều xuất phát từ nhân phẩm và giá trị vốn có của con người, và bởi con người là chủ thể trung tâm của các quyền và tự do cơ bản nên con người phải là đối tượng được thụ hưởng chính, cũng như phải tham gia tích cực vào việc thực hiện những quyền và tự do này." Từ đó, kêu gọi các quốc gia thành viên Liên Hợp Quốc chung tay thúc đẩy và bảo vệ tất cả các quyền con người và quyền tự do căn bản.

### Nhìn lại quá khứ
Tuyên bố Viên và Chương trình Hành động phản ánh đúng thực tế rằng Hội nghị Thế giới về Nhân quyền đánh dấu bước ngoặt quan trọng trong tiến trình thúc đẩy nhân quyền từ khi chiến tranh Lạnh chấm dứt. Ngay lời mở đầu "Nhắc lại Lời nói đầu của Hiến chương Liên Hợp Quốc, đặc biệt là quyết tâm khẳng định sự tin tưởng vào các quyền con người cơ bản, vào nhân phẩm và giá trị của con người, và vào quyền bình đẳng giữa nam và nữ cũng như giữa các dân tộc lớn và nhỏ. Đồng thời nhắc lại quyết tâm nêu trong Lời nói đầu của Hiến chương Liên Hợp Quốc là cứu các thế hệ tương lai khỏi thảm họa chiến tranh, thiết lập những điều kiện để có thể duy trì công lý và sự tôn trọng các nghĩa vụ đặt ra trong các điều ước và các văn kiện luật pháp quốc tế khác, thúc đẩy tiến bộ xã hội và nâng cao tiêu chuẩn sống trong điều kiện tự do hơn, có thái độ khoan dung và quan hệ láng giềng tốt và sử dụng cơ chế quốc tế để thúc đẩy sự tiến bộ về kinh tế và xã hội của tất cả các dân tộc."

### Tính phổ dụng của nhân quyền
Tuyên bố Viên và Chương trình Hành động tái khẳng định nhân quyền là tiêu chuẩn phổ dụng và chính đáng của con người. Lời mở đầu "Nhấn mạnh rằng, Tuyên ngôn toàn thế giới về quyền con người, văn kiện cấu thành chuẩn mực chung cần phải đạt được đối với mọi dân tộc, mọi quốc gia, là nguồn cảm hứng và là cơ sở để Liên Hợp Quốc thúc đẩy việc xây dựng các chuẩn mực được quy định trong các văn kiện quốc tế về quyền con người, đặc biệt là trong Công ước Quốc tế về các Quyền Dân sự và Chính trị và Công ước Quốc tế về các Quyền Kinh tế, Xã hội và Văn hóa.

### Nhân quyền có tính tương hỗ và không thể chia cắt
Tuyên bố Viên và Chương trình Hành động nhấn mạnh rằng tất cả các quyền con người là bình đẳng về tầm quan trọng, và theo đuổi mục tiêu chấm dứt sự chia cắt định lượng giữa các quyền dân sự - chính trị và các quyền kinh tế - xã hội - văn hóa đã được thiết lập trong thời kỳ chiến tranh Lạnh. Phần I, Điều 5 khẳng định " Tất cả các quyền con người đều mang tính phổ biến, không thể chia cắt, phụ thuộc và liên quan đến nhau. Cộng đồng quốc tế phải đối xử với các quyền con người trên phạm vi toàn cầu một cách công bằng, với cùng một nền tảng và coi trọng như nhau. Trong khi phải luôn ghi nhớ tầm quan trọng của tính đặc thù về dân tộc, khu vực cũng như bối cảnh khác nhau về lịch sử, văn hoá và tôn giáo; các quốc gia, không phân biệt hệ thống chính trị, kinh tế, văn hoá, có nghĩa vụ thúc đẩy và bảo vệ tất cả các quyền và tự do cơ bản của con người." Câu văn này cũng xuất hiện trong Công ước Quốc tế về các Quyền của Người Khuyết tật.

### Dân chủ, Phát triển và Nhân quyền
Tuyên bố Viên và Chương trình Hành động cũng chỉ ra mối liên hệ trực tiếp giữa nhân quyền, dân chủ và phát triển quốc tế trong Phần I, Điều 8 rằng "Dân chủ, sự phát triển và việc tôn trọng các quyền và tự do cơ bản của con người phụ thuộc lẫn nhau và bổ sung cho nhau. Dân chủ phải được xây dựng trên nền tảng ý chí được bày tỏ một cách tự do của nhân dân khi lựa chọn hệ thống chính trị, kinh tế, xã hội và văn hoá cho nước mình, và dựa trên sự tham gia đầy đủ của nhân dân vào tất cả các lĩnh vực của đời sống xã hội. Theo nghĩa này, việc thúc đẩy và bảo vệ các quyền và tự do cơ bản của con người trên bình diện quốc gia và quốc tế cần mang tính toàn cầu và phải được thực hiện không kèm theo bất kỳ điều kiện nào. Cộng đồng quốc tế cần ủng hộ việc tăng cường và thúc đẩy dân chủ, sự phát triển và việc tôn trọng các quyền và tự do cơ bản của con người trên toàn thế giới."
Ngoài ra, Phần I, Điều 17 khẳng định "Các hành động, biện pháp và âm mưu khủng bố dưới mọi hình thức và biểu hiện của nó, cũng như mối liên hệ của nó với hoạt động buôn lậu ma tuý ở một số nước, mà nhằm phá hoại các quyền và tự do cơ bản của con người, đang đe doạ sự toàn vẹn lãnh thổ và an ninh của các quốc gia, làm mất ổn định các chính phủ hợp pháp." Từ đó, kêu gọi cộng đồng quốc tế cần tiến hành các bước cần thiết để tăng cường sự hợp tác nhằm ngăn chặn và chống khủng bố.

### Đói nghèo
Tuyên bố Viên và Chương trình Hành động cũng chỉ ra mối liên hệ trực tiếp giữa đói nghèo và việc tôn trọng nhân quyền. Phần I, Điều 14 nhấn mạnh rằng "Tình trạng nghèo khổ cùng cực phổ biến đang cản trở việc hưởng thụ các quyền con người một cách đầy đủ và hiệu quả. Hành động nhanh chóng để làm giảm và tiến tới xoá bỏ tình trạng này phải được xem là ưu tiên hàng đầu của cộng đồng quốc tế."
Bản thân đói nghèo cũng là sự vi phạm nhân quyền như trong Phần I, Điều 25 nói: "Hội nghị thế giới về quyền con người khẳng định rằng nạn nghèo đói cùng cực và việc bị gạt ra ngoài lề của xã hội cấu thành sự vi phạm nhân phẩm con người, và cần phải có các biện pháp cấp bách để có thể hiểu biết sâu sắc hơn về nạn nghèo đói cùng cực và những nguyên nhân của nó, trong đó có những nguyên nhân liên quan đến sự phát triển, nhằm thúc đẩy các quyền con người của những người nghèo nhất, và để xoá bỏ nạn nghèo khổ cùng cực và tình trạng bị gạt ra ngoài lề của xã hội, cũng như để thúc đẩy sự hưởng thụ các thành quả của tiến bộ xã hội. Điều cốt yếu đối với các quốc gia là khuyến khích sự tham gia của những người nghèo nhất vào quá trình hoạch định chính sách ở cộng đồng nơi họ sống, việc thúc đẩy các quyền con người và những nỗ lực đấu tranh chống nạn nghèo đói cùng cực."

### Quyền phát triển
Tuyên bố Viên và Chương trình Hành động tái khẳng định quyền được phát triển, mặc dù vẫn còn tranh luận giữa các nhà học giả và các nước thành viên. Phần I, Điều 10 nói rằng " Hội nghị thế giới về quyền con người khẳng định lại quyền được phát triển, như đã được nêu trong Tuyên bố về quyền được phát triển, là một quyền phổ biến, không thể chuyển nhượng và cấu thành một bộ phận của các quyền con người cơ bản. Như đã nêu trong Tuyên bố về quyền được phát triển, con người là chủ thể trung tâm của sự phát triển. Trong khi sự phát triển hỗ trợ cho việc hưởng thụ tất cả các quyền con người, thì tình trạng kém phát triển không thể được viện dẫn để biện minh cho việc hạn chế các quyền con người mà đã được quốc tế thừa nhận. Các quốc gia cần hợp tác với nhau trong việc bảo đảm sự phát triển và xoá bỏ những trở ngại cho sự phát triển. Cộng đồng quốc tế cần phải thúc đẩy sự hợp tác quốc tế hiệu quả nhằm thực hiện quyền được phát triển và xoá bỏ mọi trở ngại với sự phát triển. Để bảo đảm sự tiến bộ bền vững trong việc thực hiện quyền được phát triển, đòi hỏi phải có những chính sách phát triển có hiệu quả ở cấp độ quốc gia, cũng như những quan hệ kinh tế công bằng và một môi trường kinh tế thuận lợi ở cấp độ quốc tế."
Phần I, Điều 11 tiếp tục nhấn mạnh rằng "Quyền được phát triển cần được thực hiện theo hướng đáp ứng một cách cân bằng các nhu cầu về phát triển và về môi trường của cả thế hệ hiện tại và tương lai. Hội nghị Thế giới về Nhân quyền nhận thức rằng, việc thải trái phép các chất độc hại, nguy hiểm và rác thải là mối đe doạ nghiêm trọng, tiềm tàng đối với quyền được sống và quyền về sức khoẻ của tất cả mọi người. Do đó, Hội nghị Thế giới về Nhân quyền kêu gọi tất cả các quốc gia thông qua và tích cực thực hiện các công ước hiện hành liên quan tới việc thải các sản phẩm nguy hiểm, độc hại, các chất thải, và hợp tác để ngăn chặn việc thải trái phép các chất đó. Mọi người đều có quyền được hưởng các lợi ích từ những tiến bộ khoa học và việc áp dụng những tiến bộ đó. Hội nghị thế giới về quyền con người nhận thấy rằng, một số thành tựu khoa học nhất định, nhất là trong y sinh và nhân sinh cũng như trong công nghệ thông tin có thể gây tác động tiêu cực đối với tính chính trực, nhân phẩm và các quyền con người, và kêu gọi sự hợp tác quốc tế nhằm bảo đảm rằng nhân phẩm và các quyền con người sẽ được tôn trọng đầy đủ trong những lĩnh vực đó."

## Những nội dung khác
Tuyên bố Viên và Chương trình Hành động